# 訃報 1975年12月
訃報 1975年12月（ふほう 1975ねん12がつ）では、1975年（昭和50年）12月中に物故した、又は物故が報じられた人物についてまとめる。

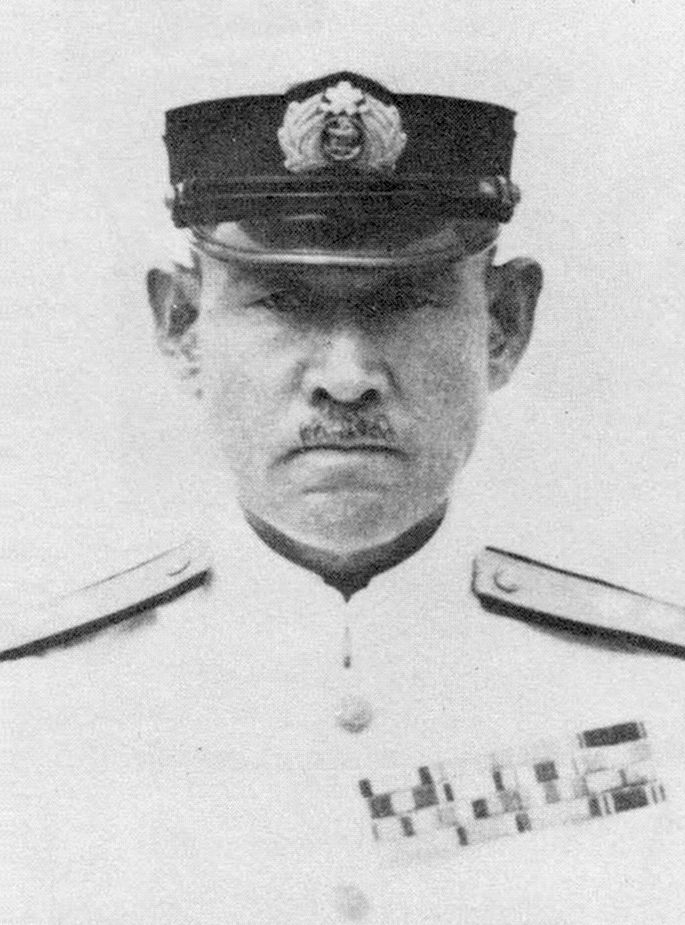
井上成美 / 12月15日没

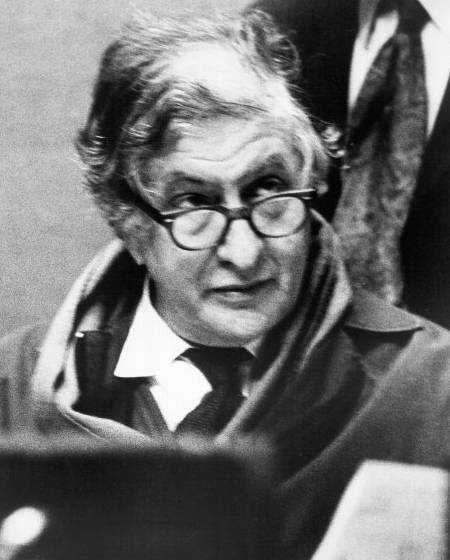
バーナード・ハーマン / 12月24日没

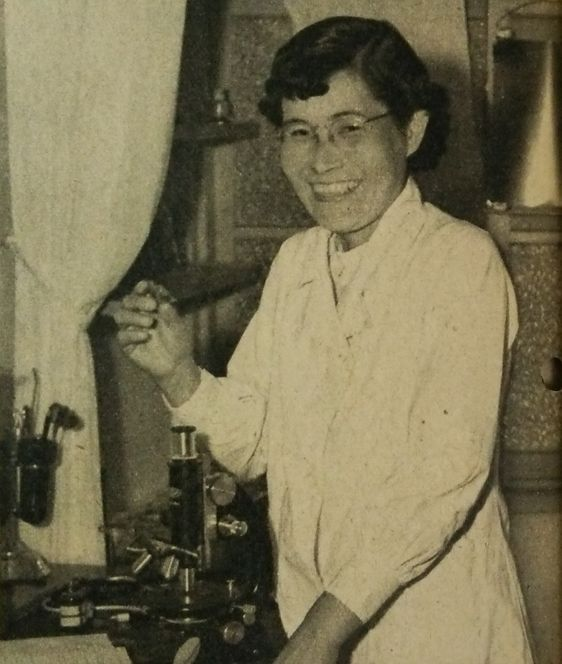
福田昌子 / 12月30日没

## （1日 - 15日）
- 12月1日 - 浮世亭雲心坊、浪曲師・曲師（* 1894年）
- 12月2日 - 森田忠勇、プロ野球監督（* 1905年）
- 12月3日 - 鈴木万平、実業家・政治家（* 1903年）
- 12月3日 - 鹿島守之助、外交官・実業家・政治家（* 1896年）
- 12月4日 - ハンナ・アーレント、思想家（* 1906年）
- 12月6日 - 鈴木武雄、経済学者・東京大学名誉教授（* 1901年）
- 12月6日 - 正木ひろし、弁護士（* 1896年）
- 12月7日 - ソーントン・ワイルダー、劇作家・作家（* 1897年）
- 12月7日  - ベアトリクス・ローラン、フィギュアスケート選手（* 1900年）
- 12月7日 - 塚原俊郎、政治家（* 1910年）
- 12月9日 - ウィリアム・A・ウェルマン、映画監督（* 1896年）
- 12月9日 - ピエール・ボスト、作家・ジャーナリスト（* 1901年）
- 12月12日 - 瀬川拓男、人形劇団太郎座の主宰者・民話研究家・絵本作家（* 1929年）
- 12月13日 - 望月桂、アナキストの画家・デザイナー・漫画家（* 1887年）
- 12月13日 - 寿原正一、実業家・政治家（* 1911年）
- 12月14日 - 大橋忠一、外交官・政治家（* 1893年）
- 12月15日 - 深谷博治、歴史学者（* 1903年）
- 12月15日 - 竹内茂代、医師・政治家（* 1881年）
- 12月15日 - 井上成美、日本海軍最後の大将（* 1889年）

## （16日 - 31日）
- 12月16日 - 康生、中国共産党副主席（* 1898年）
- 12月16日 - 佐久間英、人名研究家・歯学博士（* 1913年）
- 12月17日 - 原彪、政治家・政治学者・衆議院副議長（* 1894年）
- 12月17日 - 深代惇郎、新聞記者（* 1929年）
- 12月18日 - テオドシウス・ドブジャンスキー、遺伝学者（* 1900年）
- 12月18日 - 守屋東、教育者（* 1884年）
- 12月19日 - 澤木元雄、陸軍軍人（* 1884年）
- 12月19日 - 辻まこと、詩人・画家（* 1913年）
- 12月19日 - 木谷實、囲碁棋士（* 1909年）
- 12月21日 - 下泉重吉、動物学者（* 1901年）
- 12月22日 - 堀米庸三、歴史家（* 1913年）
- 12月24日 - バーナード・ハーマン、作曲家（* 1911年）
- 12月24日 - 近藤泰一郎、海軍軍人（* 1893年）
- 12月25日 - 澤村宗十郎 (8代目)、歌舞伎役者（* 1908年）
- 12月27日 - 大類伸、西洋史学者（* 1884年）
- 12月29日 - 掛下和男、実業家（* 1917年）
- 12月29日 - 小林良正、経済学者（* 1898年）
- 12月30日 - 稲富栄次郎、哲学者・教育哲学者（* 1897年）
- 12月30日 - 福田昌子、学校法人純真学園の創立者（* 1912年）
- 12月31日 - 牧島如鳩、画家・日本ハリストス正教会の自給伝道者（* 1892年）